# ناو ایسلا د کوبا
ناو ایسلا د کوبا (به انگلیسی: Spanish cruiser Isla de Cuba) یک کشتی بود که طول آن ۱۸۴ فوت ۱۰ اینچ (۵۶٫۳۴ متر) بود. این کشتی در سال ۱۸۸۶ ساخته شد.
این ناو که متعلق به اسپانیا بود ، در طول مدت جنگ جنگ آمریکا و اسپانیا توسط آمریکا از اسپانیا گرفته شد.